# Guatteria eximia
Guatteria eximia är en kirimojaväxtart som beskrevs av Robert Elias Fries. Guatteria eximia ingår i släktet Guatteria och familjen kirimojaväxter. Inga underarter finns listade i Catalogue of Life.